# Kenosis
Kenosis è una parola greca, che significa letteralmente "svuotamento" o "svuotarsi", ed è storicamente utilizzata quasi esclusivamente per indicare un concetto legato alle teologie e alle mistiche delle religioni cristiane. Essa corrisponde all'antica parola greca κένωσις, kénōsis, in italiano "kenosi", che deriva dall'aggettivo κενός, kenós, che significa "vuoto".
Nella sua Lettera ai Filippesi 2, 7, Paolo di Tarso scrisse: «Cristo svuotò se stesso (ἐκένωσε, ekénōse)», facendo uso del verbo κενόω, kenóō, che, appunto, significa "svuotare". Nella traduzione italiana della CEI del 1974, ma non in quella in uso dal 2008, il verbo veniva reso con "spogliare", considerato sinonimo più efficace dal punto di vista poetico-letterario nonché pastorale.

## Lakenosisin Cristologia

### Nell'incarnazione
Nella teologia cristiana kenosis esprime l'"autosvuotamento" del Logos divino nell'incarnazione (in cui l'assunzione della carne e dell'anima umane rappresentano un'umiliazione e abbassamento del Verbo creatore che diviene mortale e si fa servo dei servitori di Dio) nella realtà della sua ubbidienza verso il divin Padre, nella cosciente accettazione della sua morte di croce.

### Nella vita cristiana
Nelle teologie cristiane, il concetto di kenosis indica anche il processo interiore che porta il cristiano a svuotarsi della propria volontà incline al peccato e al male, a svuotarsi del proprio egocentrismo, per diventare interamente recettivo alla volontà della Divinità e potersi quindi abbandonare ad essa senza provare sentimenti di ribellione o di paura o di privazione della libertà. Lo "spogliarsi" (kenosis) è premessa indispensabile e funzionale al rivestimento con Cristo ad opera della Grazia e dello Spirito divino.
(Filippesi 2, 5-7, traduzione CEI 2008)
La kenosis sarebbe un percorso di conversione doloroso in quanto demolirebbe le sicurezze e le certezze che l'uomo, nel corso della vita, si costruisce. Un esempio celebre di kenosis è la Notte Oscura dell'Anima raccontata dal mistico Giovanni della Croce (riprendendo un mistico tedesco: Johannes Meister Eckhart) il quale narra il senso di angoscia e di cieca disperazione che precedette la sua piena conversione, a Imitazione di Cristo.
Anche l'episodio della conversione di Francesco d'Assisi, quando il poverello di Assisi, sulla piazza, si spoglia delle ricchezze della famiglia per abbracciare una vita religiosa, segnala una fase cruciale della sua kenosis.

### Opinioni di minoranza
Alcuni, in particolare le chiese che non accettano la preesistenza di Cristo, ritengono che lo svuotamento ha avuto luogo nella vita di Cristo, e non prima della sua nascita.

## La preghiera del cuore o preghiera semplice
Una delle invocazioni tradizionali associate alla kenosis è la celebre preghiera del cuore, detta anche preghiera semplice: «Signore Gesù Cristo, figlio di Dio, abbi pietà di me peccatore». Il riconoscimento della propria condizione di creatura bisognosa di ristabilire un legame con il suo Creatore, sarebbe infatti, per il cristiano, il primo passo verso la conversione.

## Analogie con altre religioni
Il concetto di kenosis, tanto nell'etimologia quanto nell'uso che ne viene fatto, richiama il concetto orientale della "Vacuità" e, nel Buddhismo, del Nirvana.
Il concetto di kenosis sembra essere legato anche a quello ebraico di tzimtzum.

## Aspetti paradossali
Il cristianesimo pone la Divinità al di sopra del Tempo (in quanto Eterno, Antico di giorni) e dello Spazio (in quanto Infinito e Onnipresente). Dio "entra", per così dire, nello spazio e nel tempo (come il Tutto nel particolare) per farsi uomo, spogliandosi dei propri attributi divini per assumere la natura umana in Gesù di Nazareth. Nelle teologie cristiane, Gesù è onorato come vero Dio e vero uomo, senza nessun dilemma logico. Egli, in quanto Dio, avrebbe secondo alcuni liberamente disposto di "svuotarsi" degli attributi divini di onnipotenza, onniscienza, onnipresenza, eternità, infinità, immutabilità che sono considerati generalmente non compatibili con gli attributi limitati dell'essere umano, finito e mortale, per essere nel Cristo anche veramente uomo, quell'uomo che pure è stato creato appunto a partire dagli attributi divini del suo Creatore e del quale porta l'impronta dello Spirito Santo che "riempie" ogni spazio che lo "svuotamento" per Amore genera.
La non comprensione di tale dilemma ebbe un ruolo centrale nei dibattiti interni al Protestantesimo del XVI secolo.
Alcuni tentarono di risolvere la questione affermando che lo svuotamento non è una perdita definitiva di attributi divini, ma una realtà "temporanea" perché Gesù promette di lasciare agli uomini dopo la morte e resurrezione lo Spirito-Consolatore e di tornare "nella gloria" divina il giorno del Giudizio Finale (cui sono da aggiungere le Apparizioni di Gesù a singoli). In quel momento, secondo le Scritture, giudicherà tutti gli uomini (onniscienza), resterà con loro (onnipresenza) per un regno che non avrà fine (eternità), senza morte/malattie/dolore e senza il male (onnipotenza). 
Secondo la dottrina del diofisismo, condivise in tutto la vita umana, fuorché nel peccato (pur subendone le conseguenze, come la morte): rispetto al peccato, restò l'attributo divino dell'immutabilità, con l'esempio della vita corporea, del pensiero e della volontà. La Scrittura mostra in vari passi che Gesù nella vita terrena non perde gli attributi divini dell'onniscienza (miracoli a persone che Gesù dice essere salvate dalla loro fede, il bacio di Giuda e la predizione a Pietro che lo rinnegherà tre volte prima del canto del gallo), e così pure l'onnipotenza (l'arresto dei romani e le dodici e più legioni di angeli che Gesù rinuncia a chiedere al Padre, la guarigione di ciechi e malati, le persone esorcizzate dai demoni nel Suo nome, la resurrezione dai morti di Lazzaro). Nella vita terrena, gli attributi divini restano ma non al servizio proprio, ma per glorificare il Padre.